# Хорватське мереживо

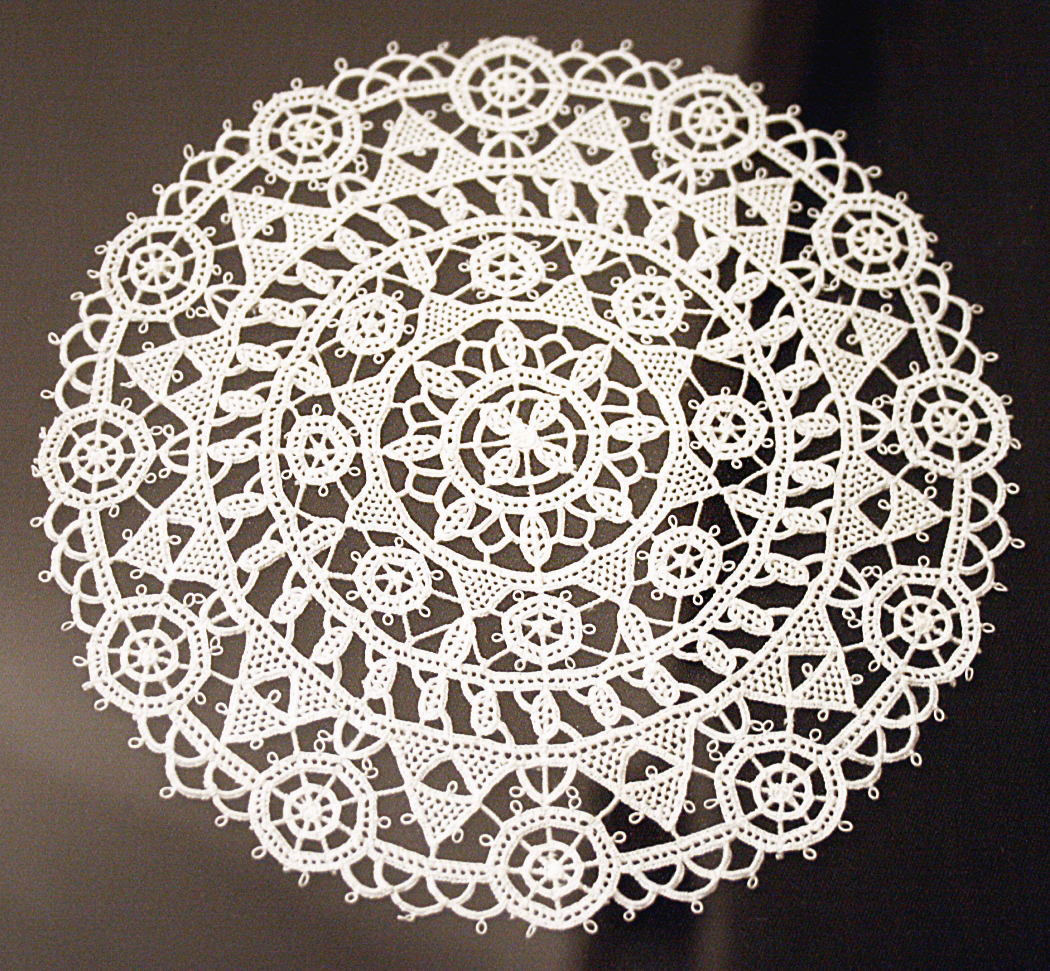
Мереживо з Паг

Хорватське мереживо (хорв. Hrvatsko čipkarstvo) — це традиція, висхідна до 
Ренесансу, коли мережива виготовлялися в усьому Середземноморському регіоні і в континентальній Європі. Нині хорватські мережива відрізняються неповторними візерунками та малюнками. У 2009 році ЮНЕСКО включило кружевоплетение в Хорватії в список нематеріальної культурної спадщини людства.
Сьогодні в Хорватії є кілька центрів, що підтримують традиції кружевоплетения: адріатичні острова Паг і Хвар, місто Лепоглава на півночі країни і село Св. Марія в жупанії Меджімурска.

## Види мережив

### Паг: вушко мереживо

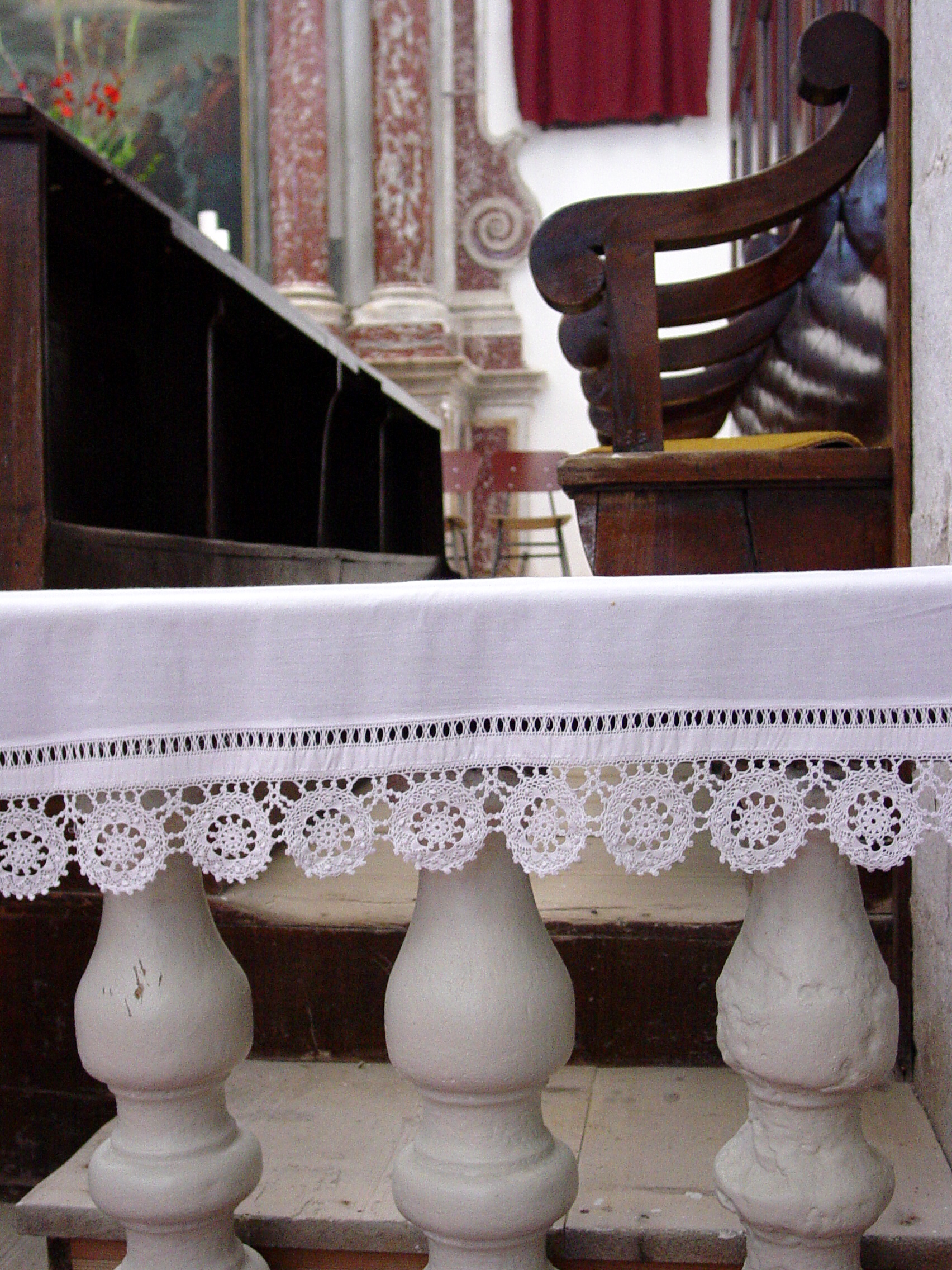
Собор Паг з місцевими сереживами

Голкові мережива острова Паг є прикраси у вигляді павутини з численними геометричними мотивами. Готовий виріб дуже міцний і на відміну від інших хорватських мережив його можна мити.
Традиції виготовлення цих мережив і раніше підтримуються на острові Паг, відкрита школа для навчання мереживоплетінню.

### Лепоглава: бобінні мережива

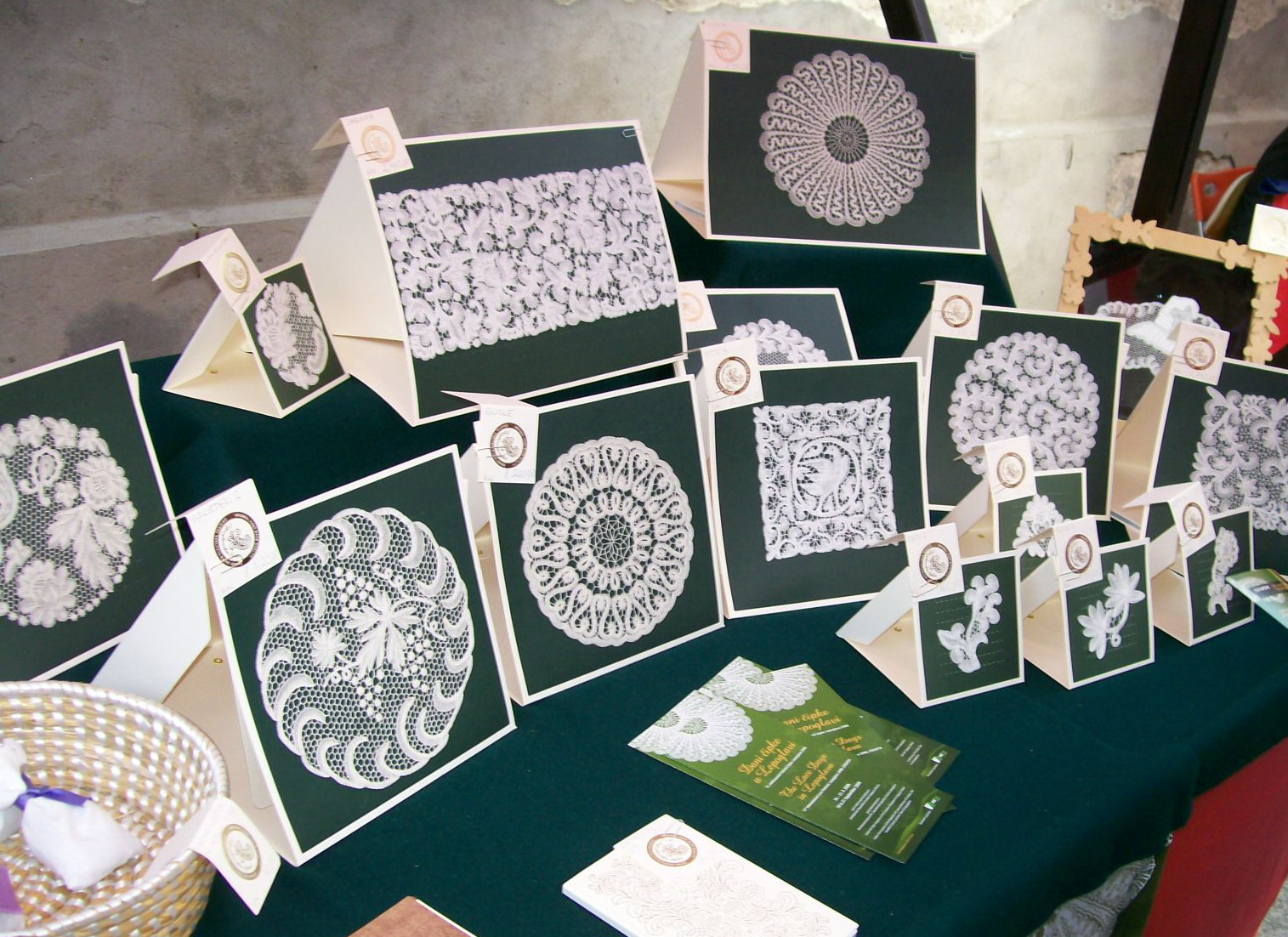
Сережива з Лепоглави

У місті Лепоглава підтримують традиції виготовлення бобінних мережив. Їх структура складається з комбінації стилізованих геометричних, квіткових мотивів і візерунків, а також зображень тварин. Використовується лляна або бавовняна нитка білого кольору. Мереживо можуть бути різних форм і розмірів.
Мереживоплетіння в Лепоглава почало активно розвиватися в кінці XIX століття, досягнувши свого «золотого століття» в міжвоєнний період. У цей період мережива перемагали на багатьох конкурсах і міжнародних виставках: в Парижі в 1937 році вони завоювали золоту медаль, а двома роками пізніше в Берліні - бронзову.
Щорічно у вересні в Лепоглава проходить міжнародний фестиваль мережива.

### Хвар: мережива з агави
Мережива острова Хвар унікальні тим, що нитки для них витягуються з листя агави (алое), яке росте на острові. Листя збирають в певну пору року, а потім спеціально обробляють для виробництва тонкої білої нитки.
Тільки черниці бенедиктинського монастиря в місті Хвар виготовляють ці мережива, які також називають «мережива алое».